# 제인 와일드 호킹
제인 베릴 와일드 호킹 존스(영어: Jane Beryl Wilde Hawking Jones, 1944년 3월 29일 ~ )은 영국의 작가, 교사이다. 이론 물리학 교수 스티븐 호킹과 30년간 부부 관계였다.
호킹은 아버지 조지 와일드와 어머니 베릴 와일드(결혼 전 성씨는 이글턴)의 딸로 태어났다. 그녀는 잉글랜드 하트퍼드셔주, 세인트올번스에서 태어나고 자랐다. 호킹은 런던 대학교 웨스트필드 칼리지에서 언어학을 공부했다. 제인과 스티븐 호킹은 1962년 한 파티에서 서로의 칼리지 친구들과 처음 만났다. 호킹은 1963년 운동뉴런질환을 진단 받았고, 결과적으로 오래 살지 못한다고 알고 있었음에도 1964년 약혼하여 1965년 고향인 세인트올번스에서 결혼했다. 그들은 세 명의 아이들 로버트(1967년 출생), 루시(1970년 출생)과 티모시(1979년 출생)를 출산했다.
호킹은 1981년 4월에 웨스트필드 칼리지에서 스페인 문학 박사 학위를 취득하였다. 그녀는 캠브리지에서 자신의 학문적 정체성을 갖기 위해 박사 학위를 받도록 강요 받았다. 제인과 그녀의 남편 호킹은 1990년에 헤어졌고 5년 후에 이혼했다. 1997년에 그녀는 음악가인 조나단 헬리어 존스와 재혼했다.
1999년에 그녀는 첫 번째 결혼에 대한 자서전 《별을 움직이는 음악 : 스티븐과 함께한 삶》을 썼고, 2007년에는 그녀의 업데이트된 자서전은 《무한으로의 여행: 스티븐과 나의 삶》이라는 제목으로 다시 출판되었고, 《사랑에 대한 모든 것》(영어: The Theory of Everything)라는 제목의 영화로 제작 되었다. 호킹은 영화가 공개된 후 2015년 1월에 BBC 라디오 4의 《여성의 시간》에 출연하여 그녀의 삶에 대해 이야기했다.

## 서적
- At Home In France: Guide to Buying and Renovating Property In France Allegro Publications 1994 ISBN 0952308002
- 별을 움직이는 음악 : 스티븐과 함께한 삶( Music to Move the Stars: A Life with Stephen) Macmillan Publishers, London 1999 ISBN 0-333-74686-4
- 무한으로의 여행: 스티븐과 나의 삶(Travelling to Infinity: My Life with Stephen) Alma Books 2007 ISBN 1-84688-065-3